# Федерация хоккея России
Федерация хоккея России — общероссийское общественное объединение, созданное для развития и популяризации хоккея в Российской Федерации, повышения его роли во всестороннем и гармоничном развитии личности, укрепления здоровья, формирования здорового образа жизни населения.
ФХР является членом Международной федерации хоккея (IIHF) и представляет интересы российского хоккея в международных хоккейных организациях.
Все хоккейные соревнования на территории России проходят под эгидой ФХР: Чемпионат России, Первенство России в Высшей лиге, Чемпионат России среди женских команд, Первенства России в первой и второй лигах, российские первенства с участием юношеских сборных регионов и юношеских клубных команд.
В ведении ФХР находятся все хоккейные сборные России: национальная, олимпийская, молодежная U20, юниорская U18, юниорская U17, юниорская U16, женская национальная, женская молодежная, женская юниорская.

## История
В 1908 году представители российского хоккея на льду получили приглашение посетить Париж с целью обсуждения возможности объединения любителей хоккея. Также приглашения получили Франция, Великобритания, Швейцария, Бельгия и Германия. На состоявшийся 15 — 16 мая 1908 года I конгресс образованной Международной федерации хоккея на льду российские представители, наряду с немецкими, не приехали.
В состав ЛИХГ российская хоккейная федерация была принята 17 февраля 1911 года. Пробыла она там недолго — до 25 сентября того же года.
Чемпионат СССР по хоккею с шайбой начал разыгрываться с 1946 года. В первое время организацией чемпионатов занималась Всесоюзная секция хоккея. С 1 июля 1959 года организация стала называться Федерацией хоккея СССР, объединившей в себе руководство над хоккеем с мячом и хоккеем с шайбой. 17 октября 1967 года Федерация разделилась на Федерацию хоккея (хоккей с шайбой) СССР и Федерацию хоккея с мячом СССР.
Номинально хоккеем в России занималась Федерация хоккея РСФСР, образованная в 1959 году.
Федерация хоккея РСФСР/России, как самостоятельное хозрасчётное предприятие, учреждена 12 ноября 1991 года.
19 января 1992 года ФХР официально стала правопреемником Федерации хоккея СССР. А 6 мая 1992 года ФХР была принята в ИИХФ официально (фактически ИИХФ подтвердила правопреемственность ФХР от ФХ СССР).
22 мая 1992 года президентом ФХР избран Владимир Петров. 8 апреля 1994 года Петров смещен с должности президента, новым президентом избран Валентин Сыч. 21 апреля 1997 года президент ФХР Валентин Сыч был убит, 30 мая 1997 года новым президентом избран Александр Стеблин. 21 апреля 2006 года Стеблин ушел в отставку, 25 апреля 2006 года президентом ФХР избран Владислав Третьяк.
26 марта 2009 года на совместном собрании клубов Континентальной хоккейной лиги, Федерации хоккея России и руководства КХЛ создана Молодёжная хоккейная лига.
23 марта 2010 года на совместном собрании клубов Высшей лиги, руководства Федерации хоккея России и Континентальной хоккейной лиги создана Высшая хоккейная лига.
22 апреля 2012 года состоялось учредительное собрание Российской хоккейной лиги, в которую вошли клубы Первой лиги. 15 июля 2015 года ФХР передала права на проведение соревнований от РХЛ Высшей хоккейной лиге.
21 августа 2015 года на внеочередной Конференции ФХР были приняты решения об изменениях в структуре управления Федерации. Вместо Совета ФХР и Исполкома ФХР было учреждено Правление Федерации. Председателем Правления ФХР избран Аркадий Ротенберг.
15 августа 2016 года ФХР учредила Национальную молодёжную хоккейную лигу взамен второй группы Молодёжной хоккейной лиги (группы "Б"), созданной 27 июня 2011 года.
В 2022 году из-за вторжения России в Украину членство ФХР в IIHF приостановлено, а сборные отстранены от участия в международных турнирах.

## Председатели Президиума Федерации хоккея РСФСР
Федерация хоккея РСФСР создана в 1959 году.
До 1991 года Федерацией хоккея РСФСР руководил председатель (председатель Президиума), с 1992 года, после преобразования в Федерацию хоккея России — президент.
| ФИО                           | Срок работы                                                           |
| ----------------------------- | --------------------------------------------------------------------- |
| И. А. Столбов                 | 1959 год — 1962 год                                                   |
| Константин Петрович Гвоздев   | май 1962 года — июнь 1972 года (переизбирался в 1964, 1966, 1968 гг.) |
| Григорий Мкртычевич Мкртычан  | июнь 1972 года — июнь 1976 года                                       |
| Игорь Анатольевич Ромишевский | июнь 1976 года — июнь 1979 года                                       |
| Дмитрий Николаевич Богинов    | июнь 1979 года — июнь 1987 года                                       |
| Вячеслав Иванович Старшинов   | июнь 1987 года — октябрь 1990 года                                    |
| Борис Александрович Майоров   | октябрь 1990 года — сентябрь 1991 года                                |

## Президенты ФХР
С 12 ноября 1991 года Федерацией хоккея России руководит президент, избирающийся на отчётно-выборной конференции ФХР сроком на 4 года, с 9 февраля 2010 года на 5 лет, а с 24 января 2014 года снова на 4 года.
|    | ФИО                             | Срок работы |
| -- | ------------------------------- | --- |
| 1. | Владимир Георгиевич Леонов      | 12 ноября 1991 года — 22 мая 1992 года                                                                              |
| 2. | Владимир Владимирович Петров    | 22 мая 1992 года — 8 апреля 1994 года                                                                               |
| 3. | Валентин Лукич Сыч              | 8 апреля 1994 года — 22 апреля 1997 года                                                                            |
| 4. | Юрий Васильевич Королёв         | 24 апреля 1997 года — 30 мая 1997 года (и. о. Президента ФХР)                                                       |
| 5. | Александр Яковлевич Стеблин     | 30 мая 1997 года — 26 марта 2006 года (переизбирался 18 апреля 2001 года и 20 апреля 2005 года)                     |
| 6. | Игорь Николаевич Тузик          | 26 марта 2006 года — 26 апреля 2006 года (и. о. Президента ФХР)                                                     |
| 7. | Владислав Александрович Третьяк | с 26 апреля 2006 года (переизбирался 9 февраля 2010 года, 18 июня 2014 года, 12 апреля 2018 года, 19 мая 2022 года) |

## Конференции ФХР
- I Учредительная конференция Федерации хоккея РСФСР — 12 ноября 1991 года
- II Внеочередная конференция Федерации хоккея России — 22 мая 1992 года
- III Внеочередная конференция Федерации хоккея России — 13 августа 1992 года
- IV Внеочередная конференция Федерации хоккея России — 28 октября 1993 года
- V Внеочередная конференция Федерации хоккея России — 8 апреля 1994 года
- VI Внеочередная конференция Федерации хоккея России — 30 мая 1997 года
- VII Отчётно-выборная конференция Федерации хоккея России — 18 апреля 2001 года
- VIII Отчётно-выборная конференция Федерации хоккея России — 20 апреля 2005 года
- IX Внеочередная конференция Федерации хоккея России — 26 апреля 2006 года
- X Отчётно-выборная конференция Федерации хоккея России — 9 февраля 2010 года
- XI Внеочередная конференция Федерации хоккея России — 27 мая 2011 года
- XII Внеочередная конференция Федерации хоккея России — 24 января 2014 года
- XIII Отчетно-выборная конференция Федерации хоккея России — 18 июня 2014 года
- XIV Внеочередная конференция Федерации хоккея России — 21 августа 2015 года
- XV Внеочередная конференция Федерации хоккея России — 12 октября 2017 года
- XVI Отчетно-выборная конференция Федерации хоккея России — 12 апреля 2018 года
- XVII Отчетно-выборная конференция Федерации хоккея России — 19 мая 2022 года

## Руководство
- Президент
  - Владислав Александрович Третьяк.

- Председатель правления
  - Аркадий Романович Ротенберг.

- Первый вице-президент
  - Роман Борисович Ротенберг.

- Вице-президент
  - Борис Александрович Майоров, заслуженный мастер спорта, олимпийский чемпион, председатель Тренерского совета ФХР

- Исполнительный директор
  - Дмитрий Анатольевич Курбатов

## Правление ФХР (избрано 21 августа 2015 года)
- Ротенберг Аркадий Романович - председатель Правления ФХР
- Асеев Владимир Алексеевич - председатель Филиала ФХР «Поволжье»
- Бокарев Андрей Рэмович - председатель совета директоров ЗАО «Трансмашхолдинг»
- Деменьшин Вячеслав Павлович - председатель Филиала ФХР «Урал-Западная Сибирь»
- Евтухов Виктор Леонидович - заместитель Министра промышленности и торговли
- Жамнов Алексей Юрьевич – первый вице-президент, генеральный менеджер ХК «Спартак»
- Иванюженков Борис Викторович - председатель Филиала ФХР «Регион-Центр»
- Казиков Игорь Борисович – директор – руководитель Управления по обеспечению участия в Олимпийских спортивных мероприятиях
- Каменский Валерий Викторович - вице-президент по развитию Континентальной хоккейной лиги
- Карандин Юрий Павлович - председатель Филиала ФХР «Сибирь-Дальний Восток»
- Жилин Анатолий Леонидович - исполнительный директор Федерации хоккея России
- Ларькин Валерий Борисович - председатель Филиала ФХР «Северо-Запад»
- Майоров Борис Александрович - двукратный олимпийский чемпион, вице-Президент ФХР
- Менделеев Сергей Владиславович - председатель Филиала ФХР «Москва»
- Медведев Александр Иванович - председатель правления Молодёжной хоккейной лиги
- Мишустин Михаил Владимирович - руководитель федеральной налоговой службы
- Михайлов Борис Петрович - двукратный олимпийский чемпион, советник Президента ФХР
- Нагорных Юрий Дмитриевич - заместитель Министра спорта Российской Федерации
- Нургалиев Рашид Гумарович - председатель Попечительского совета Федерации хоккея России
- Петров Владимир Владимирович - президент клуба «Золотая шайба» имени Анатолия Тарасова
- Рашников Виктор Филиппович - председатель совета директоров ОАО «Магнитогорский металлургический комбинат», президент ХК «Металлург» (Магнитогорск)
- Орлова Надежда Ивановна - первый вице-президент Федерации хоккея России
- Сафронов Андрей Николаевич - генеральный директор ХК «Динамо» (Москва)
- Стеблин Александр Яковлевич - почётный президент Федерации хоккея России
- Тимченко Геннадий Николаевич - председатель Совета директоров Континентальной хоккейной лиги
- Третьяк Владислав Александрович - президент Федерации хоккея России
- Чернышенко Дмитрий Николаевич - президент Континентальной хоккейной лиги
- Хуснутдинов Шамил Нурисламович - директор ООО «СКП «Татнефть – Ак Барс»
- Юрзинов Владимир Владимирович - заслуженный тренер СССР и России
- Якушев Александр Сергеевич - двукратный олимпийский чемпион, президент клуба «Легенды хоккея»

## Функции
ФХР организует и проводит чемпионаты, первенства, розыгрыши кубков и другие официальные спортивные соревнования, а также международные хоккейные турниры на территории Российской Федерации. В обязанности ФХР входит совершенствование системы подготовки спортсменов высшей квалификации, обеспечение мероприятий по подготовке и участию в международных соревнованиях сборных и клубных команд России. ФХР проводит работу по становлению, развитию и координации профессионального, любительского и детско-юношеского хоккея, оказанию помощи ветеранам.
До сезона 2006/2007 все хоккейные соревнования на территории России, за исключением Чемпионата России в Суперлиге, Первенства России в Высшей лиге и Чемпионата России среди женских команд, права на организацию которых были делегированы Профессиональной Хоккейной Лиге (ПХЛ), проходили под эгидой ФХР. В их числе Первенства России в первой и второй лигах, российские первенства с участием юношеских сборных регионов, юношеских клубных команд.
С сезона 2006/2007, после прихода на пост президента ФХР Владислава Третьяка, федерация отозвала полномочия на проведение чемпионата России и начала проводить соревнования самостоятельно.
Однако в сезоне 2008/2009 федерация передала права на проведение чемпионата страны среди команд Суперлиги Континентальной хоккейной лиге на 3 года.

## Стиль
30 октября 2015 года в рамках пресс-конференции прошла презентация нового визуального образа Федерации хоккея России. Были представлены: полная версия основного логотипа сборной, логотип «Хоккей России» («Russia Hockey»), логотип национальной сборной, логотип «Красная Машина» («Red Machine»). Презентация проходила в Москве в демонстрационном зале ГУМа.

## Научно-методический центр «Хоккей»
Научно-методический центр «Хоккей» при ФХР образован решением Совета ФХР от 17 мая 2003 года (руководитель — Юрий Васильевич Королёв).